# Himalia (vệ tinh)
Himalia (/haɪˈmeɪliə/ hy-MAY-lee-əhy-MAY-lee-ə hoặc /hɪˈmɑːliə/ hi-MAH-lee-əhi-MAH-lee-ə; tiếng Hy Lạp: Ἱμαλία) là vệ tinh dị hình lớn nhất của Sao Mộc. Xét toàn bộ thì nó là vệ tinh Jovian lớn thứ sáu về kích thước, và chỉ có bốn Vệ tinh Galileo của Sao Mộc có kích thước lớn hơn. Nó được phát hiện bởi Charles Dillon Perrine tại đài thiên văn Lick vào ngày 3 tháng 12 năm 1904 và được đặt tên theo nữ thần Himalia, người sinh ra 3 người con trai của thần Zeus (tượng trưng cho Sao Mộc trong văn hóa Hy Lạp). Nó là một trong những vệ tinh hành tinh lớn nhất trong Hệ mặt trời không được chụp ảnh chi tiết, và là vệ tinh lớn nhất không bao gồm các vệ tinh của Sao Hải Vương và vài thiên thể bên ngoài Sao Hải Vương, đặc biệt là Dysnomia, vệ tinh của Eris.

## Khám phá
Himalia được phát hiện ra bởi Charles Dillon Perrine tại đài thiên văn Lick vào ngày 3 tháng 12 năm 1904.. Himalia là vệ tinh nhỏ được quan sát dễ dàng nhất của sao Mộc, mặc dù Amalthea sáng hơn, nhưng vì độ gần của nó đến đĩa sáng chói của hành tinh làm nó khó quan sát hơn nhiều.

### Tên
Himalia được đặt tên theo nữ thần Himalia, người sinh ra 3 người con trai của thần Zeus (tượng trưng cho sao Mộc của Hy Lạp). Vệ tinh này đã không có cái tên này mãi cho đến năm 1975; trước đó, nó đơn giản được biết đến với cái tên Jupiter VI hay Jupiter Satellite VI, mặc dù yêu cầu cho một cái tên đầy đủ của nó đã xuất hiện ngay sau khi nó và vệ tinh Elara được phát hiện; A.C.D.Crommelin đã viết năm 1905:
Thật không may là số lượng các vệ tinh của sao Mộc giờ đây chính xác cũng là sự nhầm lẫn tương tự số lượng của hệ thống sao Thổ trước khi những con số đó bị bỏ và những cái tên bị thay thế. Một tiến trình tương tự dường như là thích hợp ở đây; tên gọi V cho vệ tinh bên trong (Amalthea) đã phải kéo dài trong một khoảng thời gian, vì bản thân nó đã được coi là một loại riêng, nhưng giờ nó đã có đồng hành để sự lẩn tránh này biến mất. Sự thay thế những cái tên cho những con số chắc chắn là thi vị hơn.
Vệ tinh này đã một vài lần được gọi là Hestia, theo vị nữ thần trong Thần thoại Hy Lạp, từ năm 1955 đến 1975.

## Quỹ đạo
Với khoảng cách 11,5 triệu km tính từ Sao Mộc, Himalia mất 251 ngày Trái đất để hoàn thành một vòng quay xung quanh Sao Mộc.. Nó là thành viên lớn nhất trong nhóm mang tên nó, nhóm các vệ tinh có quỹ đạo trong khoảng 11,4 và 13 triệu km từ sao Mộc với độ nghiêng quỹ đạo trong khoảng 27,5°. Những yếu tố này là số liệu của từ tháng 1 năm 2000. Chúng liên tục thay đổi do sự nhiễn loạn của mặt trời và hành tinh.

## Đặc điểm vật lý

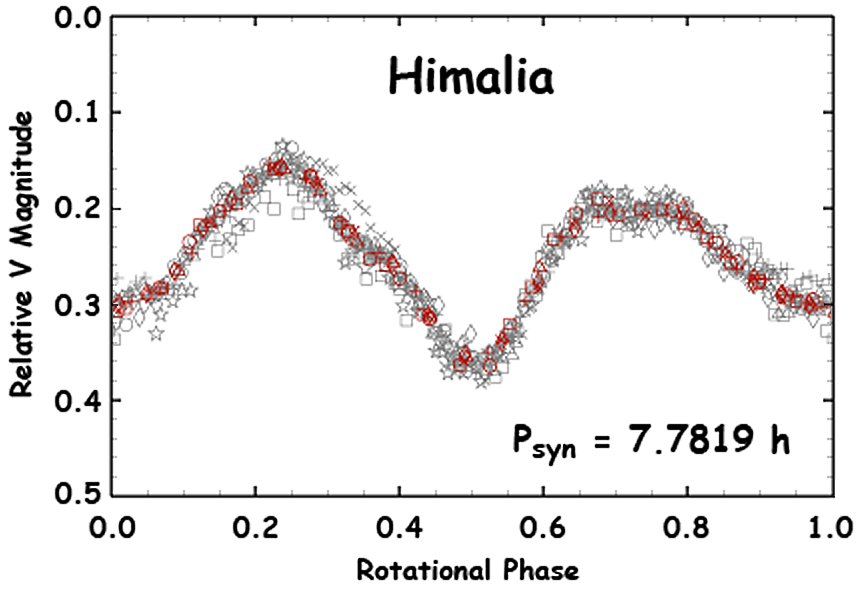
Đường cong ánh sáng tự quay của Himalia từ các quan sát trên Trái đất diễn ra từ tháng 8 tới tháng 10 năm 2010.

Chu kỳ quay quanh trục của Himalia là 7 giờ 46 phút 55±2 s. Himalia có một màu trung tính (xám), cũng như các vệ tinh khác trong nhóm của nó, với chỉ mục màu là B−V=0.62, V−R=0.4, giống với tiểu hành tinh loại C. Được đo bởi Cassini xác nhận được một quang phổ không đặc biệt, với lực hút nhẹ là 3 µm, cho thấy rằng có sự hiện diện của nước.

### Khối lượng

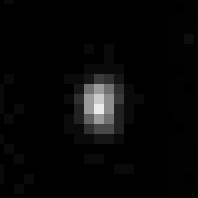
Hình ảnh vệ tinh Himalia của Sao Mộc được chụp từ tàu Cassini vào tháng 12 năm 2000 từ khoảng cách 4.4 triệu km

Vào năm 2005, Emelyanov ước tính Himalia có khối lượng 419×1018 kg (GM=0.28), dựa trên sự nhiễu loạn của vệ tinh Elara vào ngày 15 tháng 7 năm 1949. Trang thông tin điện tử động lực học Hệ thống năng lượng mặt trời của Phòng thí nghiệm phản lực khẳng định rằng Himalia có khối lượng 67×1018 kg (GM=0.45) với bán kính khoảng 85 km.
Tỷ trọng của Himalia phụ thuộc vào việc có có bán kính trung bình vào khoảng 65 km (Trung bình nhân từ tàu Cassini) hoặc là bán kính gần 85 km.
| Nguồn     | Bán kính km | Tỉ trọng g/cm³ | Khối lượng kg |
| --------- | ----------- | -------------- | ------------- |
| Emelyanov | 67          | 3.33           | 4.19×1018     |
| Emelyanov | 85          | 1.63           | 4.19×1018     |
| JPL SSD   | 85          | 2.6            | 6.7×1018      |

## Khám phá

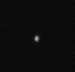
Hình ảnh của vệ tinh Himalia được chụp bởi tàu thám hiểm New Horizons vào năm 2006. vệ tinh chỉ chiếm một vài điểm ảnh trên hình..

Vào tháng 11 năm 2000, tàu thám hiểm Cassini, trên hành trình tới Sao Thổ, đã thu được nhiều tấm ảnh của Himalia, bao gồm những tấm ảnh chụp từ khoảng cách 4,4 triệu Km. Himalia chỉ chiếm một vài điểm ảnh, nhưng có vẻ là một vật thể hình thon dài với các trục là 150±20 và 120±20 km, gần so với ước lượng từ mặt đất.
Và tháng 2 và tháng 3 năm 2007, tàu New Horizons trên hành trình tới Sao Diêm Vương đã chụp được loạt ảnh của Himalia, với khoảng cách tối đa lên đến 8 triệu km. Một lần nữa, Himalia chỉ chiếm một vài điểm ảnh.

## Khả năng có mối liên hệ với vành đai Sao Mộc

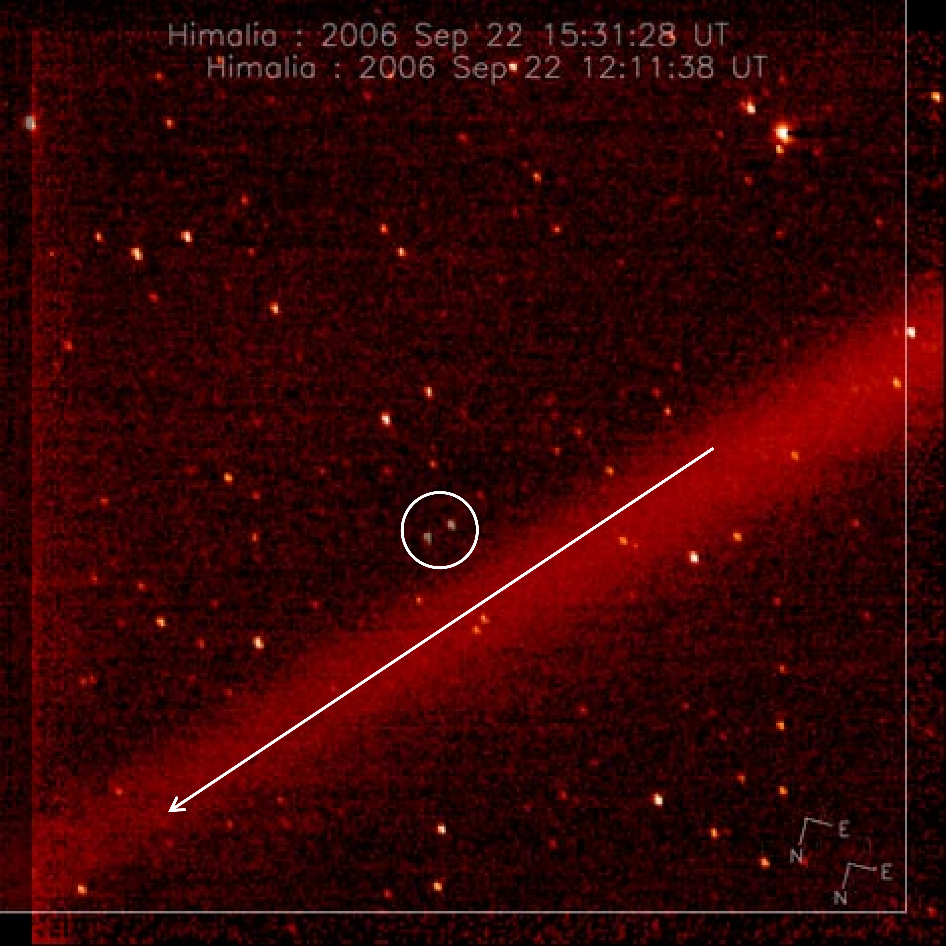
Bức ảnh do tàu New Horizons chụp về một vành đai có khả năng của vệ tinh Himalia

Vệ tinh nhỏ Dia, với đường kính khoảng 4 km, đã biến mất từ khi được phát hiện ra vào năm 2000. Có một giả thuyết cho rằng nó đã va chạm với Himalia, với đường kính là 170 km, tạo ra một vành đai mờ. vành đai này xuất hiện như một vệt mờ gần Himalia trong những bứac ảnh của tàu New Horizons chụp được trên hành trình tới Sao Diêm Vương. Giả thuyết này cho rằng Sao Mộc đôi khi có được những vệ tinh mới là do sự va chạm của các thiên thạch hoặc các vệ tinh cũ. Tuy nhiên, sự phát hiện lại của vệ tinh Dia đã phủ nhận mối liên hệ giữa nó và vàng đai Himalia, mặc dù vẫn có khả năng việc này có sự liên quan tới một vệ tinh nào đó khác.